# Grimes (Alabama)
Grimes és una població dels Estats Units a l'estat d'Alabama. Segons el cens del 2000 tenia 459 habitants.

## Demografia
Segons el cens del 2000, Grimes tenia 459 habitants, 180 habitatges, i 124 famílies. La densitat de població era de 139,5 habitants/km².
Dels 180 habitatges en un 33,3% hi vivien nens de menys de 18 anys, en un 47,2% hi vivien parelles casades, en un 17,8% dones solteres, i en un 31,1% no eren unitats familiars. En el 23,3% dels habitatges hi vivien persones soles el 7,8% de les quals corresponia a persones de 65 anys o més que vivien soles. El nombre mitjà de persones vivint en cada habitatge era de 2,55 i el nombre mitjà de persones que vivien en cada família era de 3,01.
Per edats la població es repartia de la següent manera: un 27,9% tenia menys de 18 anys, un 8,7% entre 18 i 24, un 31,6% entre 25 i 44, un 21,8% de 45 a 60 i un 10% 65 anys o més.
L'edat mediana era de 34 anys. Per cada 100 dones hi havia 86,6 homes. Per cada 100 dones de 18 o més anys hi havia 77 homes.
La renda mediana per habitatge era de 28.839 $ i la renda mediana per família de 31.389 $. Els homes tenien una renda mediana de 26.346 $ mentre que les dones 19.063 $. La renda per capita de la població era de 14.884 $. Aproximadament el 5,6% de les famílies i el 9,6% de la població estaven per davall del llindar de pobresa.

## Poblacions més properes
El següent diagrama mostra les poblacions més properes.